# Yacine Bammou
Yacine Bammou, né le 11 septembre 1991 à Paris, est un footballeur international marocain évoluant au poste d'attaquant à l'Union Touarga Sports.

## Biographie

### Parcours junior et amateur
Natif de la région parisienne, il passe une grande partie de sa jeunesse à Gentilly et après un court passage au FC Gobelins, Yacine Bammou fait ses classes au PUC (Paris Université Club), où il passe 5 saisons en catégorie jeune. Il poursuit ensuite sa carrière amateur en passant dans d'autres clubs de la région comme Issy-les-Moulineaux ou encore l'AC Boulogne-Billancourt.
Également vendeur à la boutique du Paris-Saint Germain alors qu'il évolue dans le club d’Évry en CFA 2, il participe activement au maintien du club après son repositionnement du milieu de terrain au poste d'attaquant. Une saison qui lui permet d'être repéré par le FC Nantes. Il y passe un test concluant d'une semaine avant de signer un contrat amateur en juin 2013.

### Le professionnalisme au FC Nantes
Il dispute ses premiers matchs sous le maillot nantais avec la CFA en signant un contrat amateur avec le FC Nantes d'une durée d'un an. En décembre 2013, il est prêté à Luçon en National où il ne parvient pas à s'imposer.
De retour de prêt, il dispute le 9 août 2014, son premier match en Ligue 1 avec le FC Nantes en rentrant en cours de jeu à la place de Fernando Aristeguieta ; il inscrit son premier but par la même occasion seulement 32 secondes après son entrée face au RC Lens. Le 6 septembre 2014, il signe son premier contrat professionnel avec le FC Nantes jusqu'en juin 2018. Il marque le second but nantais contre l'Évian Thonon Gaillard FC après avoir traversé la défense.
À la suite du départ de Serge Gakpé pour le Genoa CFC, Bammou est destiné à être titularisé beaucoup plus souvent au cours de la saison 2015-2016. Le 26 septembre 2015, il marque un but face au champion de France, le Paris Saint-Germain, équipe pour laquelle Bammou vendait des maillots dans la boutique officielle du PSG. Le match se terminera, malgré le but de Bammou, sur le score de 1-4 pour le Paris SG.
Dans l'ombre d'Emiliano Sala au FC Nantes il quittera le club avec 15 buts inscrits en Ligue 1 en quatre saisons.

### Signature au SM Caen
Le 24 juillet 2018, il s'engage en faveur du Stade Malherbe de Caen contre un montant avoisinant 2,7 millions d'euros, pour une durée de 4 ans. Le club normand est relégué en fin de saison. Il revient à Caen en fin de prêt où il sera blessé presque toute la saison malgré un bon début.
Après son retour de prêt en Turquie il jouera 19 matchs lors de la saison 2020-2021 et marquera 6 buts, le meilleur buteur de l'équipe qui a frôlé la relégation en terminant à la 17ème place de Ligue 2.

### Prêt à Alanyaspor
Peu à l'aise à Caen où ses blessures ne lui ont pas permis de jouer beaucoup (9 titularisations en Ligue 1), Bammou est prêté à Alanyaspor, qui a terminé à la 9e place du championnat turc la saison précédente. Il disputera 25 matchs durant son prêt

### Départ en seconde division turque
En fin de contrat avec le SM Caen il s'engage librement le 1er juillet 2021 avec le club stambouliste d'Ümraniyespor qui évoluait en seconde division turque. Le natif de Gentilly inscrira 10 buts en 30 matchs disputés sous la tunique rouge et blanche.

### Signature au Qatar
Le 24 juillet 2022, Yacine s'engage avec le club qatari d'Al-Shamal SC pour une durée de 6 mois. Il terminera cependant la saison avec le club. Inscrivant 6 buts en 27 matchs, son équipe terminera avant-dernier de Qatar Stars League.

### Retour en France
Le 4 juillet 2023, Yacine Bammou signe un contrat de 2 ans avec l’AC Ajaccio.
Auteur de 3 buts en 18 matchs de Ligue 2 il annonce son départ du club sous lequel il s’était engagé jusqu’en 2025 le 20 décembre 2023 pour signer à l’étranger.

### Équipe du Maroc
Affirmant vouloir jouer pour son pays d'origine, il est pour la première fois appelé par le sélectionneur Badou Zaki pour un match amical contre l'Uruguay.
Il est rappelé chez les Lions de l'Atlas pour la double confrontation contre la Guinée-équatoriale pour les éliminatoires du mondial 2018. Lors du match aller, il entre en jeu à la place d'Abdelaziz Barrada et marque le but du break quelques minutes plus tard. Le score final est 2-0. Il est titulaire lors du match retour où le Maroc se qualifie pour les phases de groupes malgré la défaite un but à zéro.
Dans les plans d'Hervé Renard pour le mondial en Russie sa blessure au tendon d'Achille le privera de Coupe du Monde et la fin de saison avec le FC Nantes
| Matches internationaux de Yacine Bammou | Matches internationaux de Yacine Bammou | Matches internationaux de Yacine Bammou    | Matches internationaux de Yacine Bammou | Matches internationaux de Yacine Bammou | Matches internationaux de Yacine Bammou | Matches internationaux de Yacine Bammou | Matches internationaux de Yacine Bammou |
| 0                                       | Date                                    | Lieu                                       | Adversaire                              | Score                                   | Résultats                               | Compétitions                            |                                         |
| --------------------------------------- | --------------------------------------- | ------------------------------------------ | --------------------------------------- | --------------------------------------- | --------------------------------------- | --------------------------------------- | --------------------------------------- |
| 1                                       | 28 mars 2015                            | Stade Adrar, Agadir, Maroc                 | Uruguay                                 | —                                       | 0-1                                     | Match amical                            |                                         |
| 2                                       | 12 novembre 2015                        | Stade Adrar, Agadir, Maroc                 | Guinée équatoriale                      | 2-0                                     | 2-0                                     | Éliminatoires Coupe du monde 2018       |                                         |
| 3                                       | 15 novembre 2015                        | Stade Nkoantoma, Bata, Guinée équatoriale  | Guinée équatoriale                      | —                                       | 1-0                                     | Éliminatoires Coupe du monde 2018       |                                         |
| 4                                       | 27 mai 2016                             | Grand Stade de Marrakech, Marrakech, Maroc | Congo                                   | —                                       | 2-0                                     | Match amical                            |                                         |
| 5                                       | 24 mars 2017                            | Grand Stade de Marrakech, Marrakech, Maroc | Burkina Faso                            | —                                       | 2-0                                     | Match amical                            |                                         |
| 6                                       | 31 mai 2017                             | Stade Adrar, Agadir, Maroc                 | Pays-Bas                                | —                                       | 1-2                                     | Match amical                            |                                         |
| 7                                       | 27 mars 2018                            | Stade Mohamed V, Casablanca, Maroc         | Ouzbékistan                             | —                                       | 2-0                                     | Match amical                            |                                         |

## Style de jeu
Yacine Bammou est un joueur évoluant au poste d'attaquant de pointe, de milieu offensif et plus rarement en ailier droit.
De par sa grande taille (1,88 m), il est un bon joueur dans le jeu aérien. Il est également bon finisseur. Sa vision du jeu et ses qualités techniques ainsi que de passes ont souvent été discutées par les connaisseurs.

## Statistiques

### En club
| Saison                | Club                   | Championnat           | Championnat | Championnat | Coupe nationale | Coupe nationale | Coupe de la Ligue | Coupe de la Ligue | Barrages | Barrages | Total | Total |
| Saison                | Club                   | Division              | M.          | B.          | M.              | B.              | M.                | B.                | M.       | B.       | M.    | B.    |
| 2013-2014             | Luçon FC (prêt)        | National              | 13          | 0           | -               | -               | -                 | -                 | -        | -        | 13    | 0     |
| 2014-2015             | FC Nantes              | Ligue 1               | 37          | 4           | 1               | 0               | 3                 | 0                 | -        | -        | 41    | 4     |
| 2015-2016             | FC Nantes              | Ligue 1               | 32          | 4           | 3               | 1               | 1                 | 0                 | -        | -        | 36    | 5     |
| 2016-2017             | FC Nantes              | Ligue 1               | 32          | 4           | 1               | 0               | 1                 | 0                 | -        | -        | 34    | 4     |
| 2017-2018             | FC Nantes              | Ligue 1               | 16          | 3           | 2               | 1               | 1                 | 0                 | -        | -        | 19    | 4     |
| Sous-total            | Sous-total             | Sous-total            | 117         | 15          | 7               | 2               | 6                 | 0                 | -        | -        | 130   | 17    |
| 2018-2019             | SM Caen                | Ligue 1               | 17          | 2           | 3               | 2               | 1                 | 0                 | -        | -        | 21    | 4     |
| 2020-2021             | SM Caen                | Ligue 2               | 17          | 6           | 2               | 0               | -                 | -                 | -        | -        | 19    | 6     |
| Sous-total            | Sous-total             | Sous-total            | 34          | 8           | 5               | 2               | 1                 | 0                 | -        | -        | 40    | 10    |
| 2019-2020             | Alanyaspor (prêt)      | Süper Lig             | 18          | 2           | 7               | 4               | -                 | -                 | -        | -        | 25    | 6     |
| 2021-2022             | Ümraniyespor           | 1. Lig                | 28          | 10          | 2               | 0               | -                 | -                 | -        | -        | 30    | 10    |
| 2022-2023             | Al-Shamal SC           | Qatar Stars League    | 21          | 5           | 1               | 0               | 4                 | 1                 | 1        | 0        | 27    | 6     |
| 2023-2024             | AC Ajaccio             | Ligue 2               | 18          | 3           | 1               | 0               | -                 | -                 | -        | -        | 19    | 3     |
| 2023-2024             | Guangxi Pingguo Haliao | Ligue Jia             | 16          | 2           | 1               | 0               | -                 | -                 | -        | -        | 17    | 2     |
| 2024-2025             | USL Dunkerque          | Ligue 2               | 29          | 6           | 5               | 1               | -                 | -                 | 1        | 0        | 35    | 7     |
| Total sur la carrière | Total sur la carrière  | Total sur la carrière | 294         | 51          | 29              | 9               | 11                | 1                 | 2        | 0        | 336   | 61    |

### En sélection
| Saison                | Sélection             | Phases finales        | Phases finales | Phases finales | Phases finales | Éliminatoires | Éliminatoires | Éliminatoires | Matchs amicaux | Matchs amicaux | Matchs amicaux | Total | Total | Total |
| Saison                | Sélection             | Compétition           | M              | B              | Pd             | M             | B             | Pd            | M              | B              | Pd             | M     | B     | Pd    |
| --------------------- | --------------------- | --------------------- | -------------- | -------------- | -------------- | ------------- | ------------- | ------------- | -------------- | -------------- | -------------- | ----- | ----- | ----- |
| 2014-2015             | Maroc                 | -                     | -              | -              | -              | -             | -             | -             | 1              | 0              | 0              | 1     | 0     | 0     |
| 2015-2016             | Maroc                 | -                     | -              | -              | -              | 2             | 1             | 0             | 1              | 0              | 0              | 3     | 1     | 0     |
| 2016-2017             | Maroc                 | -                     | -              | -              | -              | -             | -             | -             | 2              | 0              | 0              | 2     | 0     | 0     |
| 2017-2018             | Maroc                 | -                     | -              | -              | -              | -             | -             | -             | 1              | 0              | 1              | 1     | 0     | 1     |
| Total sur la carrière | Total sur la carrière | Total sur la carrière | -              | -              | -              | 2             | 1             | 0             | 5              | 0              | 1              | 7     | 1     | 1     |

## Divers
Il fait souvent ses apparitions dans des clips de rappeurs connus comme en 2014 dans le clip de Rohff sur le titre CPLS - Série 10 ou encore en 2018 dans le clip du rappeur La Fouine sur le titre Mohammed Salah tourné dans son quartier d'origine.